# سریزی
سریزی (تلفظ در فرانسوی: [səʁizi]) یک کمون در دپارتمان اِن در منطقه او-دو-فرانس، در شمال فرانسه است. این کمون بخشی از کانتون ریبمون است.
در جریان عقب‌نشینی از مون در ۲۸ اوت ۱۹۱۴، نیروهای دوازدهم سواره‌نظام بریتانیا به یک هنگ پیاده‌نظام نگهبانان پروس حمله کردند، این درگیری در این منطقه به وقوع پیوست.